# Richard Todd
Richard Todd, född 11 juni 1919 i Dublin, Irland, död 3 december 2009 i Grantham, Lincolnshire, England, var en brittisk skådespelare och militär.

## Filmografi, urval
- 1949 – Mannen från Skottland
- 1950 – Rampfeber
- 1955 – Jungfrudrottningen
- 1955 – Min man Peter
- 1956 – Marie Antoinette
- 1956 – Den sjätte juni
- 1958 – Fällande bevis
- 1961 – Knacka inte - kom bara!
- 1962 – Den längsta dagen
- 1965 – På främmande mark
- 1968 – Subterfuge